# 삼육의명대학
삼육의명대학(三育義明大學)은 경기도 남양주시에 있었던 사립 전문대학이다.

## 연혁
- 1973년 : 삼육기술전문학교로 개교
- 1976년 : 삼육산업전문학교로 변경
- 1979년 : 삼육농업전문대학으로 개편
- 1991년 : 삼육대학 병설전문대학으로 변경
- 1993년 : 삼육대학교 병설전문대학으로 변경
- 1998년 : 삼육의명대학으로 변경
- 2006년 : 삼육대학교와 통합으로 인해 폐교

## 같이 보기
- 삼육대학교
- 남양주시